# Tini Tüllmann

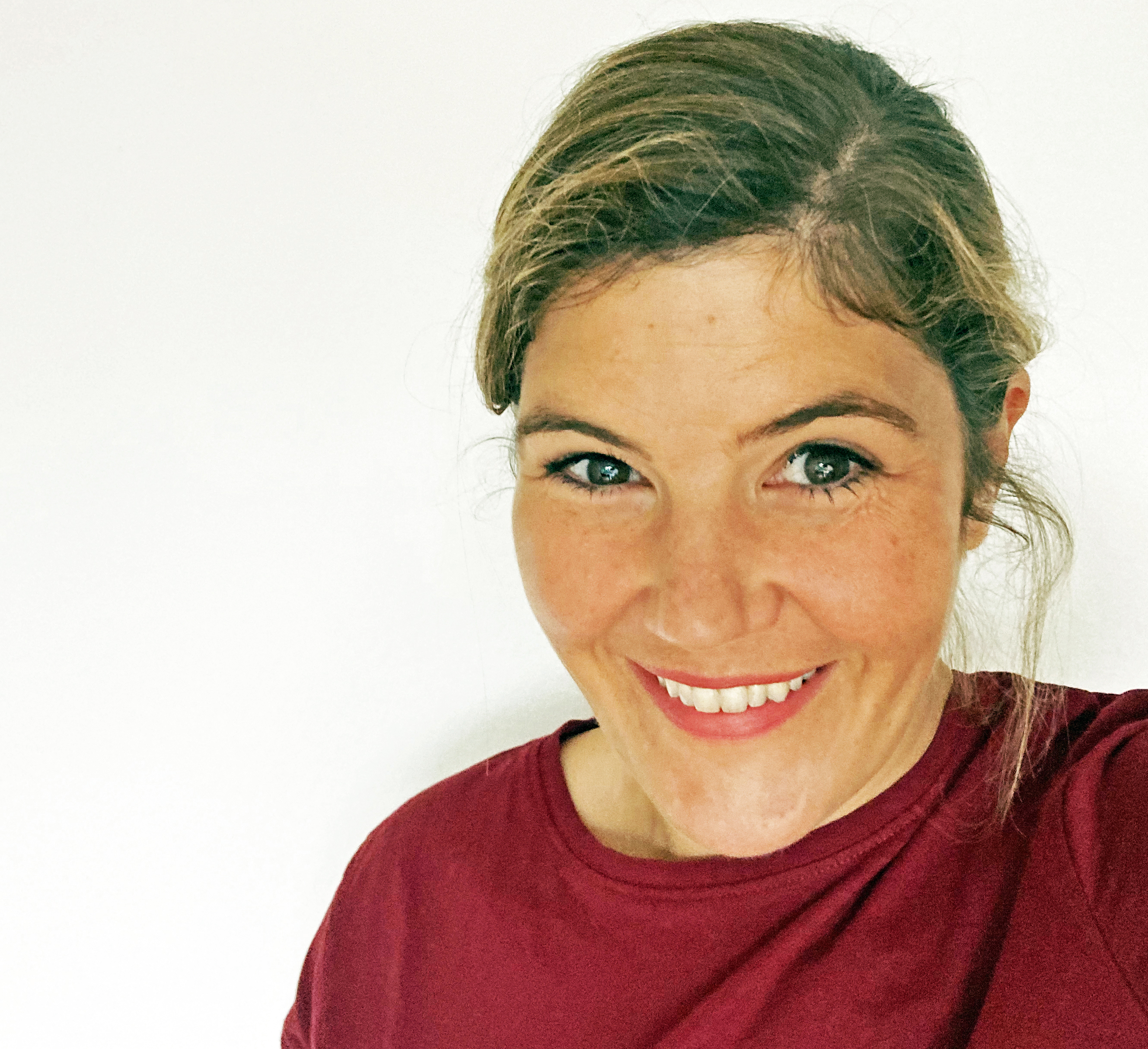
Tini Tüllmann (2020)

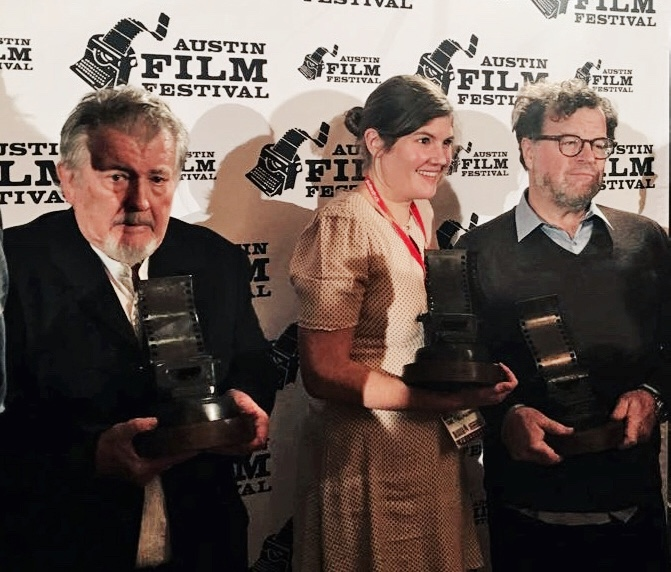
Tini Tüllmann zwischen Walter Hill (links) und Kenneth Lonergan (rechts) bei der Preisverleihung des Austin Film Festivals 2017

Tini Tüllmann (* 1977 in München) ist eine deutsche Regisseurin.

## Leben
Tüllmann besuchte 1997 für ein Jahr die Athanor Akademie für Darstellende Kunst in Burghausen und wechselte dann über die London Film School 1998 zur Kunsthochschule für Medien Köln (KHM), an der sie bis 2003 Regie studierte und mit Diplom abschloss.
2003 zog sie nach ihrem Diplomabschluss an der KHM nach Berlin, um dort an Filmen von Regisseuren wie Hans Weingartner, Lars Kraume, Matthias Glasner oder Rudolf Thome als Regie- oder Tonassistenz mitzuwirken. Gleichzeitig arbeitete sie viele Jahre als Casterin für Werbefilme.
Zu ihren Regiearbeiten während der Studienzeit gehört Taxi, eine Episode des 2002 entstandenen Omnibus-Films Freitagnacht (eine Produktion der KHM in Zusammenarbeit mit dem WDR unter der Leitung von Wolfgang Becker), der auf dem Internationalen Festival der Filmhochschulen München mit Gold ausgezeichnet wurde.
Für das Alfa-Telefon des Bundesverbands Alphabetisierung und Grundbildung initiierte und drehte sie im Jahr 2011 den filmischen Werbespot Gläserrücken.
Im Jahr 2015 drehte sie in Eigenproduktion ihren ersten eigenen Langspielfilm Freddy/Eddy, für den sie auch das Drehbuch schrieb. Der 2016 fertiggestellte Psychothriller wurde auf den 50. Internationalen Hofer Filmtagen uraufgeführt. Tüllmann wurde dort der erste Heinz-Badewitz-Preis für die beste Nachwuchsregie von Wim Wenders überreicht. Es folgten nationale wie internationale Auszeichnungen, unter anderem 2016 die Lüdia des Kinofest Lünen, 2017 die Beste Regie und Beste Produktion auf dem Achtung Berlin new film award, Bester Spielfilm auf dem Snowdance Independent Filmfestivals unter der Leitung des Festival Directors Heiner Lauterbach und den Publikumspreis auf dem Rügen International Filmfestival. International wurde er 2017 auf dem Austin Film Festival als bester Film in der Kategorie „Dark Matters“ ausgezeichnet und Tüllmann erhielt den Preis für die beste Regie auf dem Baltic Debuts Film Festival in Swetlogorsk in Russland. Des Weiteren war der Film national wie international auf diversen Festivals zu sehen und nominiert. Trotz dieser Auszeichnungen, Nominierungen und größtenteils guter Kritiken fand Tüllmann keinen Verleih, der den Film ins Kino bringen wollte. Deshalb gründete sie unter dem Namen „Filmlawine“, den bereits ihre Produktionsfirma trägt, auch einen Filmverleih. Mit der Hilfe von Schmidbauer Film, die das Booking und Billing übernahmen, brachte sie den Film am 1. Februar 2018 im Eigenverleih ins Kino. Im April 2018 wurde Tüllmann mit dem Film Freddy/Eddy für den Bunte New Faces Award nominiert. Ihr Film Freddy/Eddy wurde von der Filmbewertungsstelle mit dem Prädikat Wertvoll ausgezeichnet.

## Filmografie (Auswahl)
- 2001: Freitagnacht (Episode Taxi)
- 2011: Gläserrücken
- 2016: Freddy/Eddy
- 2019: SOKO Hamburg (Mord nach Maß, Der Lottokönig, Wolf im Schafspelz)
- 2021: Check Check
- 2022: Tatort: Spur des Blutes
- 2025: Tatort: Das Ende der Nacht

## Auszeichnungen
- 2002: Deutscher Filmschulpreis in Gold auf dem Internationales Festival der Filmhochschulen München für den Episodenfilm "Freitagnacht" (Episode "Taxi")
- 2016: Heinz-Badewitz-Preis (beste Nachwuchsregie für ein Erstlingswerk) auf den Internationale Hofer Filmtagen für Freddy/Eddy
- 2016: Lüdia (bester Spielfilm) auf dem Kinofest Lünen für Freddy/Eddy
- 2017: Best Feature Film auf dem Snowdance Independent Film Festival für Freddy/Eddy
- 2017: Beste Regie und beste Produktion auf dem Achtung Berlin - new Berlin Film Award für Freddy/Eddy
- 2017: Beste Regie auf dem Baltic Debuts Film Festival in Swetlogorsk, Russland für Freddy/Eddy
- 2017: Publikumspreis Bester Film auf dem Rügen International Filmfestival für Freddy/Eddy
- 2017: Bester Film in der Kategorie "Dark Matters" auf dem Austin Film Festival, USA für Freddy/Eddy